# Stadion Rákóczi
Stadion Rákóczi – stadion piłkarski zlokalizowany przy ul. Pécsi u. 4 w Kaposvárze. Na tym stadionie rozgrywa swoje mecze Rákóczi Kaposvár. Stadion posiada 4500 miejsc siedzących i pomieści do 7000 widzów.